# Tommaso Benvenuti (calciatore)
Tommaso Benvenuti (3 febbraio 2006) è un calciatore sammarinese, difensore della Primavera del Sassuolo e della nazionale sammarinese.

## Biografia
È figlio dell'ex mezzofondista Andrea Benvenuti e fratello gemello di Giacomo Benvenuti, anch'egli calciatore.

## Carriera

### Club
Benvenuti ha iniziato a giocare a calcio nella San Marino Academy, che ha lasciato nel 2020 per firmare con il Sassuolo. Nel 2023 è stato ceduto in prestito per una stagione al Victor San Marino ed il 13 agosto 2023 ha debuttato in Serie D nell'incontro pareggiato 1-1 contro il Fanfulla.

### Nazionale
Ha giocato nelle nazionali giovanili sammarinesi Under-16, Under-17, Under-19 ed Under-21.
Debutta con la nazionale maggiore sammarinese il 5 settembre 2024, subentrando nella partita valida per la prima giornata della Lega D di Nations League vinta per 1-0 con il Liechtenstein.

## Statistiche

### Presenze e reti nei club
Statistiche aggiornate al 17 marzo 2024.
| Stagione        | Squadra           | Campionato      | Campionato | Campionato | Coppe nazionali | Coppe nazionali | Coppe nazionali | Coppe continentali | Coppe continentali | Coppe continentali | Altre coppe | Altre coppe | Altre coppe | Totale | Totale | Totale |
| Stagione        | Squadra           | Comp            | Pres       | Reti       | Comp            | Pres            | Reti            | Comp               | Pres               | Reti               | Comp        | Pres        | Reti        | Pres   | Reti   |        |
| --------------- | ----------------- | --------------- | ---------- | ---------- | --------------- | --------------- | --------------- | ------------------ | ------------------ | ------------------ | ----------- | ----------- | ----------- | ------ | ------ | ------ |
| 2023-2024       | Victor San Marino | D               | 21         | 0          | CI-D            | 0               | 0               | -                  | -                  | -                  | -           | -           | -           | 21     | 0      |        |
| Totale carriera | Totale carriera   | Totale carriera | 21         | 0          |                 | 0               | 0               |                    | -                  | -                  |             | -           | -           | 21     | 0      |        |

### Cronologia presenze e reti in nazionale
| Cronologia completa delle presenze e delle reti in nazionale ― San Marino | Cronologia completa delle presenze e delle reti in nazionale ― San Marino | Cronologia completa delle presenze e delle reti in nazionale ― San Marino | Cronologia completa delle presenze e delle reti in nazionale ― San Marino | Cronologia completa delle presenze e delle reti in nazionale ― San Marino | Cronologia completa delle presenze e delle reti in nazionale ― San Marino | Cronologia completa delle presenze e delle reti in nazionale ― San Marino | Cronologia completa delle presenze e delle reti in nazionale ― San Marino |
| Data                                                                      | Città                                                                     | In casa                                                                   | Risultato                                                                 | Ospiti                                                                    | Competizione                                                              | Reti                                                                      | Note                                                                      |
| ------------------------------------------------------------------------- | ------------------------------------------------------------------------- | ------------------------------------------------------------------------- | ------------------------------------------------------------------------- | ------------------------------------------------------------------------- | ------------------------------------------------------------------------- | ------------------------------------------------------------------------- | ------------------------------------------------------------------------- |
| 5-9-2024                                                                  | Serravalle                                                                | San Marino                                                                | 1 – 0                                                                     | Liechtenstein                                                             | UEFA Nations League 2024-2025 - 1º turno                                  | -                                                                         | 71’                                                                       |
| 10-10-2024                                                                | Gibilterra                                                                | Gibilterra                                                                | 1 – 0                                                                     | San Marino                                                                | UEFA Nations League 2024-2025 - 1º turno                                  | -                                                                         | 81’ 83’                                                                   |
| 13-10-2024                                                                | Andorra la Vella                                                          | Andorra                                                                   | 2 – 0                                                                     | San Marino                                                                | Amichevole                                                                | -                                                                         | 77’                                                                       |
| 15-11-2024                                                                | Serravalle                                                                | San Marino                                                                | 1 – 1                                                                     | Gibilterra                                                                | UEFA Nations League 2024-2025 - 1º turno                                  | -                                                                         | 77’                                                                       |
| 18-11-2024                                                                | Vaduz                                                                     | Liechtenstein                                                             | 1 – 3                                                                     | San Marino                                                                | UEFA Nations League 2024-2025 - 1º turno                                  | -                                                                         |                                                                           |
| 21-3-2025                                                                 | Larnaca                                                                   | Cipro                                                                     | 2 – 0                                                                     | San Marino                                                                | Qual. Mondiali 2026                                                       | -                                                                         |                                                                           |
| 24-3-2025                                                                 | Serravalle                                                                | San Marino                                                                | 1 – 5                                                                     | Romania                                                                   | Qual. Mondiali 2026                                                       | -                                                                         |                                                                           |
| 7-6-2025                                                                  | Zenica                                                                    | Bosnia ed Erzegovina                                                      | 1 – 0                                                                     | San Marino                                                                | Qual. Mondiali 2026                                                       | -                                                                         |                                                                           |
| 10-6-2025                                                                 | Serravalle                                                                | San Marino                                                                | 0 – 4                                                                     | Austria                                                                   | Qual. Mondiali 2026                                                       | -                                                                         |                                                                           |
| Totale                                                                    |                                                                           | Presenze                                                                  | 9                                                                         |                                                                           | Reti                                                                      | 0                                                                         |                                                                           |

## Palmarès

### Club

#### Competizioni giovanili
- Supercoppa Primavera: 1

Sassuolo: 2024